# Jamie Zawinski
Jamie W. Zawinski (Pittsburgh, Pennsilvània, 3 de novembre de 1968), conegut com jwz, és un programador informàtic que a part de ser el responsable de la versió 1.1. del navegador Netscape Navigator, ha realitzat significatives contribucions als projectes de programari lliure Mozilla i XEmacs.
En la seva carrera com a programador, primer va ser emprat per Scott Fahlman en un grup d'investigació sobre programació en LISP a la Universitat Carnegie Mellon. Més tard es va incorporar a la Universitat de Berkeley al costat de Robert Wilensky i Peter Norvig. En la dècada de 1990 es va incorporar a Lucid Incorporated emprat per Richard P. Grabiel on va començar a treballar en el desenvolupament de GNU Emacs. El projecte va tenir problemes dins de la companyia per conflictes d'interessos, però els desenvolupadors van aconseguir tirar endavant la versió de GNU Emacs: XEmacs.
Posteriorment, encara a la dècada de 1990, Zawinski va dissenyar al costat de Terry Weissman els clients de correu i de notícies de Netscape per a les versions 2.0 i 3.0 i va posar en pràctica el llavors nou estàndard de criptografia per al correu segur amb la participació de Lisa Repka. Va renunciar a Netscape Communications Corporation el 1 de abril de 1999.
Actualment, Zawinski és el propietari del Club DNA lounge de San Francisco.